# Flamme rouge
Flamme Rouge è un gioco da tavolo ideato da Asger Harding Granerud, pubblicato nel 2016 dalla Lautapelit.fi e in Italia dalla Playagame Edizioni. Si tratta di un gioco che riproduce una gara ciclistica dove ogni giocatore controlla una squadra formata da due ciclisti con l'obiettivo di tagliare per primo il traguardo.

## Il gioco
All'inizio del gioco ogni giocatore sceglierà il colore della propria squadra, formata due ciclisti: un rouleur e uno sprinter. Dopo si sceglierà una carta circuito e si posizioneranno tutti i pezzi sul tavolo da gioco. Ogni giocatore avrà davanti a sé una plancia dove sono posizionati due mazzi di carte, uno per ciascun ciclista della propria squadra. Ciascun round del gioco è composto da tre fasi. Nella prima, che si esegue contemporaneamente tra tutti i giocatori, vengono prese quattro carte per ciascuno dei due mazzi dei ciclisti. Ne viene scelta una per ciascun corridore lasciandola coperta. Le rimanenti 3 carte vengono poste in fondo al mazzo a faccia in su in modo che al comparire della prima carta capovolta si possa mischiare il relativo mazzo del ciclista. Nella seconda fase, dopo che tutti hanno scelto le 2 carte, queste vengono rivelate e, a partire dal ciclista in testa alla corsa, si procede a muovere ciascun corridore di un numero di caselle pari al numero scelto sulla carta. In caso di parità di due ciclisti è considerato davanti quello che si trova più alla destra del circuito. Dopo che tutti i giocatori hanno mosso i propri ciclisti inizia la terza fase. Prima di tutto si rimuovono dal gioco le carte giocate e si verifica l'effetto scia: se un ciclista o un gruppo di ciclisti si trova ad una casella di distanza dal corridore che lo/li precede, questo o tutto il gruppo avanza di una casella. Terminato questo si verificano tutti i ciclisti che davanti a loro non hanno nessuno subiranno fatica, che si traduce nell'inserimento nel mazzo del relativo ciclista di una carta fatica del valore di 2 caselle di spostamento. Ciò andrà a ridurre le performance del ciclista nei successivi turni di gioco. Il primo giocatore che tagli per primo il traguardo con uno dei suoi due ciclisti è il vincitore della gara. 

## Espansioni
Nel 2017 viene pubblicata la prima espansione del gioco dal titolo "Peloton" che aggiunge al gioco 2 nuove squadre, portando da 4 a 6 il numero massimo di giocatori, oltre a nuove tessere circuito. Inoltre include varianti per il gioco in solitario e per giocare con un massimo di dodici giocatori, ognuno dei quali controlla un solo corridore.
Nel 2018 viene pubblicata la seconda espansione del gioco dal titolo "Meteo" che introduce la possibilità di aggiungere fenomeni meteorologici come tempeste, venti laterali e venti deboli alla normale partita.

## Premi e riconoscimenti
Il gioco ha vinto i seguenti premi e avuto i seguenti riconoscimenti:
- 2016
  - Golden Geek Best Board Game Artwork&Presentation: nominato;
  - Golden Geek Board Game of the Year: nominato;
  - Golden Geek Best Family Board Game: nominato.

- 2017
  - Tric Trac: nominato;
  - Cardboard Republic Socializer Laurel; nominato.

- 2018
  - As d'Or - Jeu de l'Année: nominato;
  - Gioco dell'Anno: vincitore.